# Grupa Bojowa SS Ney
Grupa Bojowa SS "Ney" (niem. SS-Kampfgruppe "Ney") – związek taktyczny Waffen-SS złożony z Węgrów pod koniec II wojny światowej.
Grupa Bojowa SS "Ney" była formowana jesienią 1944 r. na Węgrzech jako jednostka zapasowa 22 Ochotniczej Dywizji Kawalerii SS "Maria Theresia" w sile ok. 300 ludzi. Jednakże z powodu zablokowania jej macierzystej dywizji w oblężonym Budapeszcie postanowiono przekształcić ją w samodzielny związek taktyczny. Ostatecznie została ona utworzona 20 października. Na jej czele stanął węgierski oficer SS-Obersturmbannführer Karoly Ney, przewodniczący antykomunistycznego Związku Węgierskich Weteranów Wojennych, wcześniej wydalony z armii węgierskiej. Składała się ona z dowództwa, dwóch batalionów piechoty, batalionu szkolno-zapasowego oraz pododdziałów służb. Główny Urząd SS nie zaliczył jej do węgierskiego kontyngentu Waffen-SS, ale traktował jako jednostkę niemiecką. 25 grudnia podporządkowano ją niemieckiemu IV Korpusowi Pancernemu SS. Na pocz. stycznia 1945 r. Węgrzy brali udział w operacji "Konrad I", mającej odblokować Budapeszt, ale bez większych sukcesów. Podczas kolejnej operacji "Konrad II" w ciężkich walkach pod Szekesfehevarem zniszczyli 20 stycznia 17 sowieckich czołgów, tracąc 571 żołnierzy. W uznaniu zasług bojowych Adolf Hitler przyznał jednostce prawo noszenia opaski naramiennej (Ärmelstreifen) z tytułem honorowym "SS-Regiment Ney", do czego jednak nigdy nie doszło. 27 stycznia wycofano ją na tyły. Tam dołączyły uzupełnienia i nowy III batalion, sformowany 11 stycznia, dzięki czemu jej liczebność osiągnęła stan ok. 2 tys. ludzi. W lutym Grupa Bojowa SS "Ney" szkoliła się, uzupełniała stany osobowe i formowała nowe pododdziały. Utworzono IV batalion, który stał się jednostką zapasowo-szkolną oraz kompanię ochrony sztabu i pluton motocyklistów (łączników). W marcu wydzielono z niej dwa bataliony, z których jeden w składzie I Korpusu Pancernego SS "Leibstandarte Adolf Hitler" Niemcy użyli w operacji "Frühlingsfest", a drugi posłużył za podstawę do sformowania SS-Kampfgruppe "Schweitzer", która od 13 do 25 kwietnia broniła się w rejonie Grazu w Austrii. Natomiast główne siły SS-Kampfgruppe "Ney" przebywały na Węgrzech w okolicach miejscowości Celldömölk. Liczyły wówczas ok. 4,3 tys. ludzi. W kwietniu wycofały się one na terytorium Austrii, gdzie z chwilą kapitulacji Niemiec 8/9 maja poddały się wojskom amerykańskim.